# Градините на света с Одри Хепбърн
„Градините на света с Одри Хепбърн“ (на английски: Gardens of the World with Audrey Hepburn) е документална поредица от 8 епизода, излъчена за първи път в телевизионния ефир на 21 януари 1993 година.
Това е последният завършен проект на английската актриса Одри Хепбърн, която умира ден след като първият епизод от сериите е излъчен по PBS в Съединените американски щати.
Епизодите представят О. Хепбърн като посетителка на екстравагантни и елегантни градини, частни или публични, разположени по най-различни точки на планетата. Често се включва и самата носителка на „Оскар“, четейки драматични текстове или важни заключения за околната среда. Тези действия се редуват с исторически данни, за които ни разказва Майкъл Йорк.
Първите 6 епизода са излъчени през 1993 година, а последните 3 части не са излъчени до 1996 г. Пълната серия от предавания е издадена за домашно видео в Северна Америка в края на 1990-те години, а разширено DVD издание излиза през септември 2006 г.
Според някои биографи О. Хепбърн дарява хонорара си от документалната поредица на УНИЦЕФ.